# Championnat du monde d'échecs 1993 (classique)

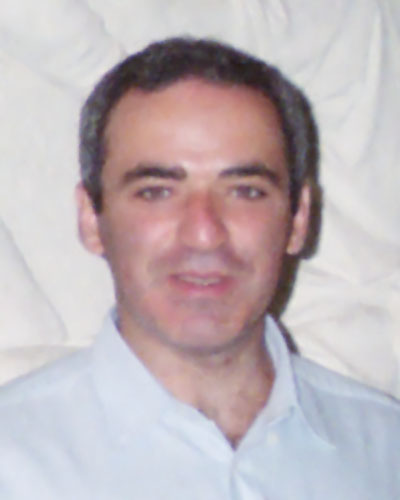
Garry Kasparov, à Dresde, Allemagne, en 2001.

Le Championnat du monde d'échecs PCA 1993 a vu s'affronter le tenant du titre, le russe Garry Kasparov et le britannique Nigel Short à Londres de septembre à octobre 1993. Il fut remporté par Kasparov.

## Contexte
Nigel Short est le vainqueur des matchs des candidats du cycle de la Fédération internationale des échecs. En 1993, le président de la FIDE annonce unilatéralement que le match pour le titre se déroulera à Manchester sans avoir négocié avec les joueurs comme les règles de la FIDE l'exigent. En réponse, Short et Kasparov fondent la Professional Chess Association et organisent leur propre match de championnat du monde, dit PCA, puis classique, créant un schisme du titre de champion du monde qui durera jusqu'en 2006, où le champion du monde dit "classique", Vladimir Kramnik, a joué contre le champion du monde dit "FIDE", Veselin Topalov, pour unifier le titre.
La FIDE, à la suite de cette séparation, ne reconnait pas la validité de ce match et considère que les deux joueurs se sont exclus du cycle de championnat du monde (retirant ainsi à Kasparov son titre de champion du monde). Elle organise un match entre Jan Timman et Anatoli Karpov pour le titre.
Ces événements ont créé pour la première fois de l'histoire deux titres différents de Champion du monde des échecs.

## Qualification
Pour se qualifier, Nigel Short a battu successivement Jon Speelman (en janvier-février 1991), Boris Guelfand (en août 1991), Anatoli Karpov (en avril 1992) et Jan Timman (en janvier 1993) lors des matchs des candidats.

## Résultats
Le match était au meilleur des 24 parties.
|          | Elo      | 1 | 2 | 3 | 4 | 5 | 6 | 7 | 8 | 9 | 10 | 11 | 12 | 13 | 14 | 15 | 16 | 17 | 18 | 19 | 20 | Total     |
| -------- | -------- | - | - | - | - | - | - | - | - | - | -- | -- | -- | -- | -- | -- | -- | -- | -- | -- | -- | --------- |
| Kasparov | 2815 -87 | 1 | ½ | 1 | 1 | ½ | ½ | 1 | ½ | 1 | ½  | ½  | ½  | ½  | ½  | 1  | 0  | ½  | ½  | ½  | ½  | 12.5 / 20 |
| Short    | 2665 +63 | 0 | ½ | 0 | 0 | ½ | ½ | 0 | ½ | 0 | ½  | ½  | ½  | ½  | ½  | 0  | 1  | ½  | ½  | ½  | ½  | 7.5 / 20  |

## Parties remarquables
- Short-Kasparov 4e partie, 0-1
- Short-Kasparov 8e partie, ½-½
- Short-Kasparov 16e partie, 1-0